# Mordella funerea
Mordella funerea es una especie de coleóptero de la familia Mordellidae.

## Distribución geográfica
Habita en Nueva Zelanda.